# MUSICA
『MUSICA』（ムジカ）は、株式会社FACTが発行する音楽雑誌。初代編集長の鹿野淳曰く「ロックを鳴らす、生き物としての音楽雑誌」。
2007年6月号から月刊化。毎月15日発売。

## 概要
初代編集長は鹿野淳（2010年10月号まで）。2010年11月号からは有泉智子が2代目編集長に就任。
創刊時はCDショップを中心に販売していたため、書店での流通が限りなくゼロに近い状態だった。そのため、「買いたくても買えない」という声が多く、7月号から書店でも販売を開始。HMV、TOWER RECORDSのオンラインショップでも購入可能。
編集者や外部ライターの他に、現役アーティストがディスクレビューを寄稿している。

## 表紙

### 2007年
- 3月創刊号、宇多田ヒカル
- 6月号、BUMP OF CHICKEN＆Björk＆BEAT CRUSADERS
  - BUMP OF CHICKENの録音スタジオ内にビョークとヒダカトオルが合成されている。
- 7月号、くるり
- 8月号、椎名林檎、伊澤一葉、浮雲 (東京事変)
- 9月号、Ken Yokoyama
- 10月号、The Birthday
- 11月号、L'Arc〜en〜Ciel
- 12月号、桜井和寿 (Mr.Children)

### 2008年
- 1月号、BUMP OF CHICKEN
- 2月号、TOSHI-LOW (BRAHMAN)
- 3月号、岸田繁 (くるり)
- 4月号、L'Arc〜en〜Ciel
- 5月号、ACIDMAN
- 6月号、後藤正文 (ASIAN KUNG-FU GENERATION)、チャットモンチー、Takuma(10-FEET)、桜井和寿 (Mr.Children)、マキシマムザ亮君・ダイスケはん (マキシマムザホルモン)、椎名林檎 (東京事変)
- 7月号、BUMP OF CHICKEN
- 8月号、マキシマムザホルモン
- 9月号、根岸崇一、ヨハネ・クラウザーII世（デトロイト・メタル・シティ）
  - ヘヴィメタルVS渋谷系特集
- 10月号、サザンオールスターズ
- 11月号、桜井和寿 (Mr.Children)
- 12月号、降谷建志 (Dragon Ash)

### 2009年
- 1月号、Mr.Children
- 2月号、lego big morl、flumpool、サカナクション
- 3月号、犬が吠える
- 4月号、RADWIMPS
- 5月号、ユニコーン
- 6月号、椎名林檎
- 7月号、山村隆太 (flumpool)
- 8月号、VAMPS
- 9月号、10-FEET
- 10月号、HY
- 11月号、奥田民生、岸田繁 (くるり)
- 12月号、BUMP OF CHICKEN

### 2010年
- 1月号、桜井和寿 (Mr.Children)
- 2月号、レミオロメン
- 3月号、東京事変
- 4月号、サカナクション
- 5月号、藤原基央 (BUMP OF CHICKEN)
- 6月号、ASIAN KUNG-FU GENERATION
- 7月号、THE BAWDIES
- 8月号、くるり
- 9月号、BUMP OF CHICKEN
- 10月号、マキシマム ザ ホルモン
- 11月号、スピッツ
- 12月号、神聖かまってちゃん

### 2011年
- 1月号、BUMP OF CHICKEN
- 2月号、RADWIMPS
- 3月号、山口一郎 (サカナクション)
- 4月号、THE BAWDIES
- 5月号、マキシマム ザ ホルモン
- 6月号、andymori
- 7月号、東京事変
- 8月号、SEKAI NO OWARI
- 9月号、の子(神聖かまってちゃん)
- 10月号、BUMP OF CHICKEN
- 11月号、山口一郎(サカナクション)、小出祐介(Base Ball Bear)
- 12月号、NICO Touches the Walls

### 2012年
- 1月号、サカナクション、andymori、THE BAWDIES、SEKAI NO OWARI、神聖かまってちゃん、［Champagne］、ONE OK ROCK
- 2月号、Galileo Galilei
- 3月号、小山田壮平（andymori）
- 4月号、［Champagne］
- 5月号、宮本浩次（エレファントカシマシ）
- 6月号、山村隆太（flumpool）
- 7月号、星野源
- 8月号、スガシカオ
- 9月号、ONE OK ROCK
- 10月号、降谷建志 （Dragon Ash）
- 11月号、TK（凛として時雨）
- 12月号、山村隆太（flumpool）

### 2013年
- 1月号、THE BAWDIES
- 2月号、星野源、BOOM BOOM SATELLITES（バックカバー）
- 3月号、ONE OK ROCK
- 4月号、スガシカオ
- 5月号、星野源
- 6月号、（ロックフェス特集）
- 7月号、川上洋平（[Champagne]）、andymori（バックカバー）
- 8月号、クリープハイプ
- 9月号、ONE OK ROCK
- 10月号、スピッツ
- 11月号、エレファントカシマシ
- 12月号、RADWIMPS

### 2014年
- 1月号、マキシマム ザ ホルモン、サカナクション、ONE OK ROCK、KANA-BOON
- 2月号、Dragon Ash
- 4月号、MAN WITH A MISSION
- 8月号、クリープハイプ
- 11月号、ゲスの極み乙女

### 2015年
- 8月号、サカナクション
- 9月号、凛として時雨
- 10月号、キュウソネコカミ
- 11・12月号、星野源

### 2016年
- 1月号、ゲスの極み乙女。

### レビュー参加ミュージシャン
- いしわたり淳治
- 木下理樹（ART-SCHOOL）
- 山口一郎（サカナクション）
- 片平実（GETTING BETTER）
- 大谷ノブ彦（ダイノジ）
- 佐々木亮介（a flood of circle)
- 沙田瑞紀（ねごと）
- オカモトコウキ（OKAMOTO'S）

## 連載
- 大泉洋（TEAM NACS）「大泉洋の YO!食うわ」
- 金井政人（BIGMAMA）「BIGMAMA金井政人の択一型自叙伝 ゆうじゅうふにゃん」
- 谷口鮪（KANA-BOON）「KANA-BOON谷口鮪の これなってみたかってん。」→「KANA-BOON谷口鮪の おなじ傘のムジナ」
- 中野雅之（BOOM BOOM SATELLITES）「中野ミュージック」
- Chilli Beans.「Chilli Beans.のyou n music」[2]